# إليزابيث شميد
إليزابيث شميد (بالألمانية: Elisabeth Schmid)‏ هي عالمة آثار وجيولوجية سويسرية وألمانية، ولدت في 17 يوليو 1912 في فرايبورغ في ألمانيا، وتوفيت في 27 مارس 1994 في بازل في سويسرا.